# Chevrolet Advance Design
 (septembre 2023).
La mise en forme du texte ne suit pas les recommandations de Wikipédia : il faut le « wikifier ».
Les points d'amélioration suivants sont les cas les plus fréquents. Le détail des points à revoir est peut-être précisé sur la page de discussion.
- Les titres sont pré-formatés par le logiciel. Ils ne sont ni en capitales, ni en gras.
- Le texte ne doit pas être écrit en capitales (les noms de famille non plus), ni en gras, ni en italique, ni en « petit »…
- Le gras n'est utilisé que pour surligner le titre de l'article dans l'introduction, une seule fois.
- L'italique est rarement utilisé : mots en langue étrangère, titres d'œuvres, noms de bateaux, etc.
- Les citations ne sont pas en italique mais en corps de texte normal. Elles sont entourées par des guillemets français : « et ».
- Les listes à puces sont à éviter, des paragraphes rédigés étant largement préférés. Les tableaux sont à réserver à la présentation de données structurées (résultats, etc.).
- Les appels de note de bas de page (petits chiffres en exposant, introduits par l'outil «  Source ») sont à placer entre la fin de phrase et le point final[comme ça].
- Les liens internes (vers d'autres articles de Wikipédia) sont à choisir avec parcimonie. Créez des liens vers des articles approfondissant le sujet. Les termes génériques sans rapport avec le sujet sont à éviter, ainsi que les répétitions de liens vers un même terme.
- Les liens externes sont à placer uniquement dans une section « Liens externes », à la fin de l'article. Ces liens sont à choisir avec parcimonie suivant les règles définies. Si un lien sert de source à l'article, son insertion dans le texte est à faire par les notes de bas de page.
- La présentation des références doit suivre les conventions bibliographiques. Il est recommandé d'utiliser les modèles {{Ouvrage}}, {{Chapitre}}, {{Article}}, {{Lien web}} et/ou {{Bibliographie}}. Le mode d'édition visuel peut mettre en forme automatiquement les références.
- Insérer une infobox (cadre d'informations à droite) n'est pas obligatoire pour parachever la mise en page.

Pour une aide détaillée, merci de consulter Aide:Wikification.
Si vous pensez que ces points ont été résolus, vous pouvez retirer ce bandeau et améliorer la mise en forme d'un autre article.
 (septembre 2023).
Si vous disposez d'ouvrages ou d'articles de référence ou si vous connaissez des sites web de qualité traitant du thème abordé ici, merci de compléter l'article en donnant les références utiles à sa vérifiabilité et en les liant à la section « Notes et références ».
La Chevrolet Advance-Design était une série de pick-up Chevrolet, leur première refonte majeure après la Seconde Guerre mondiale. Son homologue GMC était le GMC New Design. Il a été présenté avec un design plus grand, plus solide et plus élégant par rapport à l'AK Series précédent. Disponibles pour la première fois le samedi 28 juin 1947, ces pick-ups été vendus avec divers changements mineurs au fil des ans jusqu'au 25 mars 1955, lorsque les pick-ups Task Force ont remplacé le modèle Advance-Design. 
La même famille de conception de base été utilisée pour tous les camions, y compris le Suburban, les camions à panneaux, à auvent et les cabines. Les cabines utilisé la même configuration de base et une calandre similaire, mais utilisé un capot plus court et plus haut et des ailes différentes. Les ailes et le capot uniques des cabines nécessitaient une zone de capot personnalisée qui rend les cabines Cab Over Engine et les cabines de pick-up normales incompatibles les unes avec les autres, tandis que toutes les cabines de pick-ups de tous les poids sont interchangeables.
De 1947 à 1955, les pick-ups Chevrolet été numéro un des ventes aux États-Unis, avec les versions renommées GMC vendues dans les succursales.
Bien que General Motors ait utilisé cette tôle avant et, dans une moindre mesure, la cabine, sur tous ses camions à l'exception des cabines, il existe trois tailles de capacités principales sur ce pick-up: le demi-tonne, le trois-quarts de tonne et le une tonne, en empattement court et long.

## Différences
1947 : Col de remplissage du réservoir d'essence côté passager du lit. Aucune fenêtre d'aération sur les portes. Les emblèmes latéraux du capot indiquent «Chevrolet» avec «Thriftmaster» ou «Loadmaster» en dessous. Numéros de série: EP ½ tonne, ER ¾ tonne et ES 1 tonne. Les radios étaient d'abord disponibles dans les pick-ups Chevrolet en tant qu'option «de tableau de bord» sur le style de carrosserie «Advance-Design».
1948 : Le levier de vitesses à transmission manuelle est maintenant monté sur colonne au lieu d'être au plancher. Codes des numéros de série: FP ½ tonne, FR ¾ tonne et FS 1 tonne.
Début 1949 : Le réservoir d'essence est maintenant monté debout derrière le siège de la cabine; le goulot de remplissage est derrière la poignée de porte passager. Nouveaux codes des numéros de série: GP ½ tonne, GR ¾ tonne et GS 1 tonne.
Fin 1949 : Les emblèmes latéraux du capot n'indiquent plus «Thriftmaster» ou «Loadmaster», mais sont maintenant des numéros qui désignent la capacité de chargement: 3100 sur le ½ tonne, 3600 sur le ¾ tonne, 3800 sur le 1 tonne. Les codes des numéros de série restent les mêmes qu'au début 1949.
1950 : Les amortisseurs télescopiques remplacent le type à levier. Dernière année, pour l'évent du capot côté conducteur, sa poignée est désormais plate et en acier, et non un bouton marron comme les années précédentes. Nouveaux codes des numéros de série: HP ½ tonne, HR ¾ tonne et HS 1 tonne.
1951 : Les portes ont maintenant des fenêtres d'aération. Changement en milieu d'année d'un lit de 9 planches à 8 planches par lit. Dernière année pour le compteur de vitesse de 80 mph (129 km/h), les poignées de fenêtre chromés et le bouton d'essuie-glace chromé. Nouveaux codes des numéros de série: JP ½ tonne, JR ¾ tonne et JS 1 tonne.
1952 : Les poignées de porte extérieures sont désormais de type bouton-poussoir, contrairement au style à faire baisser précédent. L'indicateur de vitesse affiche désormais 90 mph (145 km/h) et la garniture du tableau de bord est peinte à la place du chrome. Au milieu de l'année, Chevrolet cesse d'utiliser les désignations de 3100 à 6400 sur le capot et passe les poignées de fenêtre et le bouton d'essuie-glace en marron. Nouveaux codes des numéros de série: KP ½ tonne, KR ¾ tonne et KS 1 tonne.
1953 : Dernière année pour le six cylindres en ligne. Les emblèmes latéraux du capot n'indiquent désormais que 3100, 3600, 3800, 4400 ou 6400 en gros caractères. Plaque d'identification dans le montant de porte maintenant bleue avec des lettres argentées (les modèles précédents utilisaient du noir avec des lettres argentées). Dernière année pour l'utilisation de blocs de bois comme supports de lit. Nouveaux codes des numéros de série: H ½ tonne, J ¾ tonne et L 1 tonne.
1954 : Seule année pour les changements de conception importants. Pare-brise désormais en verre monobloc incurvé sans bande verticale de séparation centrale. Volant révisé. Tableau de bord révisé. Rails du lit de chargement, auparavant inclinés, maintenant horizontaux. Feux arrière ronds au lieu de rectangulaires. La calandre est passée de cinq lattes horizontales à une conception de barre transversale communément appelée calandre "nez de taureau", similaire à la calandre des pick-ups Dodge moderne. Moteur maintenant de six cylindres en ligne. Codes des numéros de série inchangés depuis 1953. La transmission automatique Hydramatic est disponible pour la première fois en option payante.
1955, première série : Similaire à l'année modèle 1954, à l'exception des emblèmes côté capot redessinés et de l'arbre de transmission moderne ouvert à la place du tube de torsion fermé. Codes des numéros de série inchangés depuis 1953 et 1954.

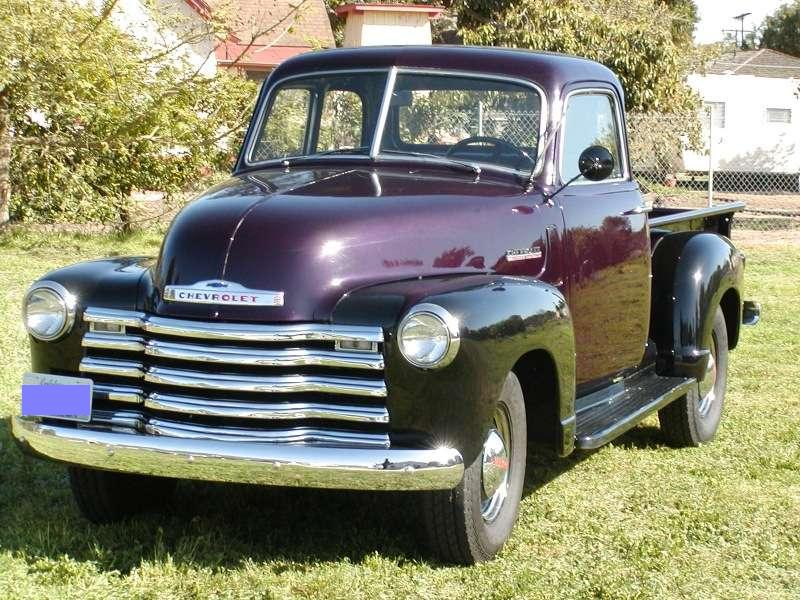
1948 Chevrolet Thriftmaster pick-up
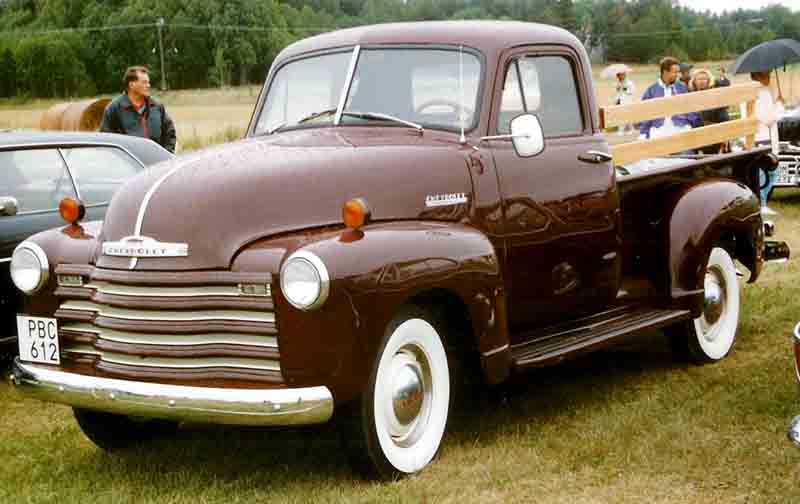
1951 Chevrolet Advance Design
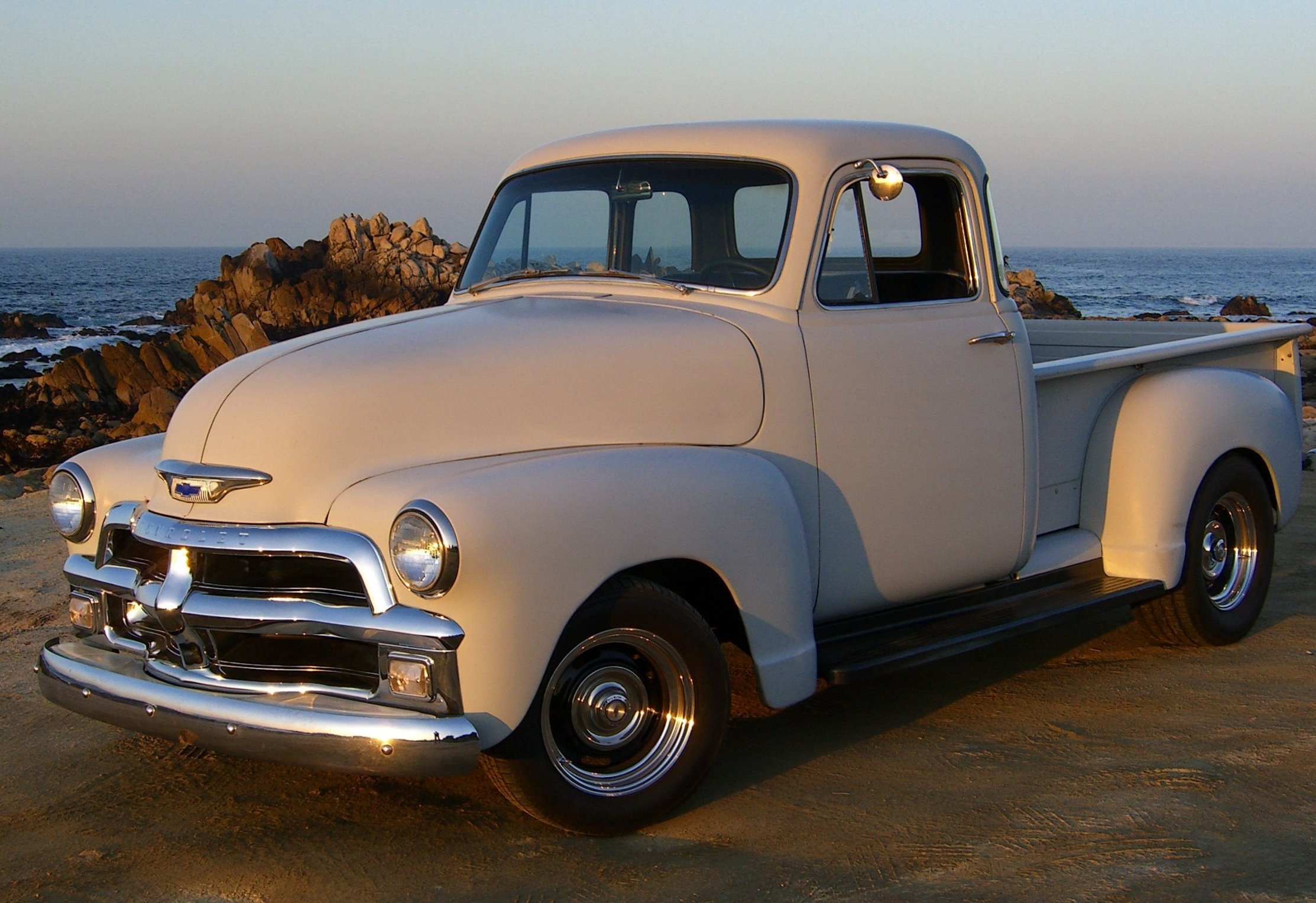
1954 Chevrolet 3100
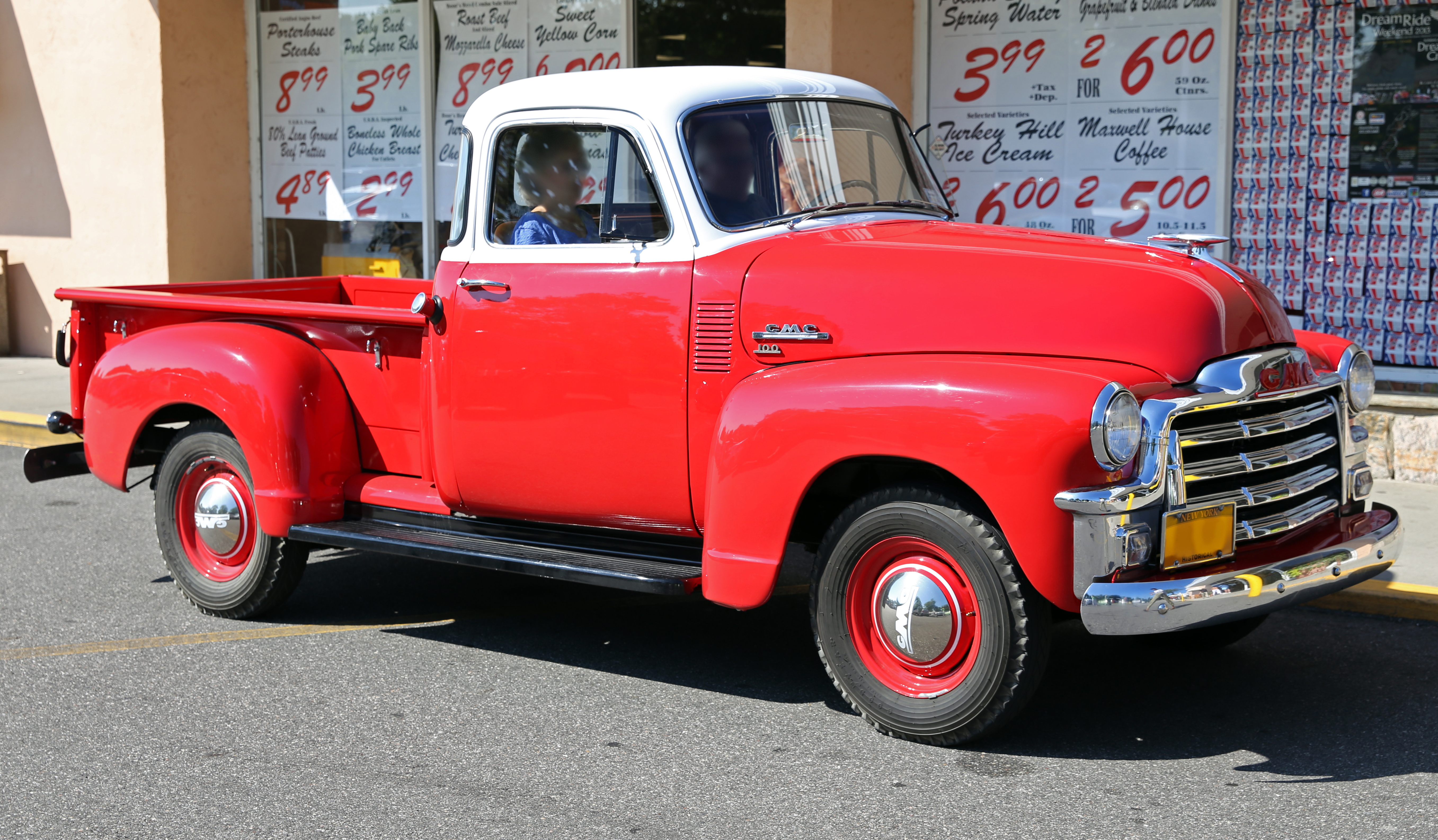
1954 GMC 100
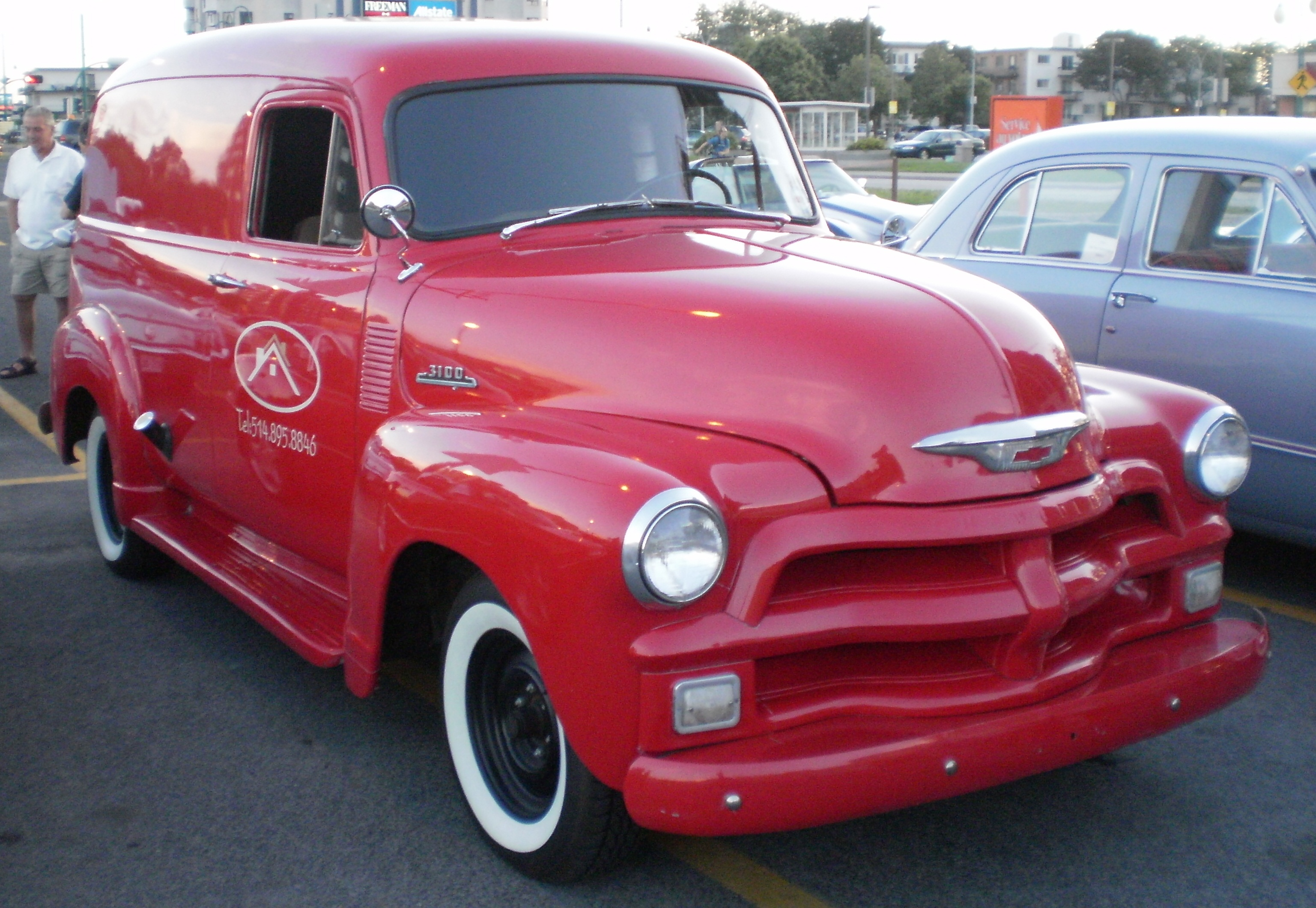
1954 Chevrolet 3100 fourgon tôlé

## Héritage stylistique
Le Advance Design, en raison de son style arrondi populaire, a également été utilisé comme base pour les camions de General Motors provenant de filiales étrangères. En tant que tel, le Bedford TA britannique était presque une copie du camion américain et l'Opel Blitz allemand de 1952 à 1960 utilisait également sa cabine, mais avec une partie avant modifiée. Le style des pick-ups Advance-Design a inspiré à la fois la Chevrolet SSR et la Chevrolet HHR.